# Большое Онучино
Большое Онучино (мар. Кугу Шопкер) — деревня в Сернурском районе Республики Марий Эл. Входит в состав Зашижемского сельского поселения.

## География
Находится в восточной части республики Марий Эл на расстоянии приблизительно 15 км по прямой на восток от районного центра посёлка Сернур.

## История
Известна с 1782 года, когда здесь проживали 93 человека, в 1792 году в 17 дворах числились 137 человек. В 1869 году в селении находились волостное правление и хлебный магазин, в 1870-е годы— питейное заведение, мельница. В 1884—1885 годах в 46 дворах проживали 322 человека, русские. В 2005 году было 34 двора. В советское время работали колхозы «Звезда», «Комбайн», имени Ворошилова и совхоз «Кугушенский».

## Население
Население составляло 99 человек (русские 64 %, мари 32 %) в 2002 году, 83 в 2010.